# 欧州の未来に向けた重要な欧州の記憶に関する2019年9月19日の欧州議会決議
欧州の未来に向けた重要な欧州の記憶に関する2019年9月19日の欧州議会決議（おうしゅうのみらいにむけたじゅうようなおうしゅうのきおくにかんする2019ねん9がつ19にちのおうしゅうぎかいけつぎ、英語: European Parliament resolution of 19 September 2019 on the importance of European remembrance for the future of Europe）は、2019年9月19日に、賛成535票、反対66票、棄権52票で採択された欧州議会の決議である。本決議は全体主義の犯罪の記憶を求め、全体主義の犯罪を否認または美化するプロパガンダを非難し、こういったプロパガンダを「民主的欧州」に対するロシアの情報戦と結び付けた。

## 内容と背景
本決議は、「ナチスと共産主義政権が大量殺人、ジェノサイド、および国外追放を実行し、人類の歴史上で類を見ないほどの規模で20世紀における人命と自由の喪失を引き起こした」と述べた。本決議は、ロシア国家の「共産主義者の犯罪をごまかし、ソビエトの全体主義体制を美化し続けているプロパガンダ」を非難し、「現在のロシア指導者が歴史的事実を歪め、ソ連の全体主義体制が犯した犯罪をごまかしている」ことを非難した。本決議ではこれらを「民主的欧州に対して行われた情報戦」と表現した。決議は、「スターリン主義やその他の独裁政権の犯罪に対して関心を高め、道徳的検証を行い、法的調査を実行する緊急の必要性」が存在すると強調し、「ロシア社会がその悲劇的過去と折り合いを付ける」ことを求め、独ソ不可侵条約を非難し、スターリニズムとナチズムの犠牲者追悼のための欧州の日の重要性を明確にした。また、決議は「公的な場で全体主義政権のシンボルの使用」に関する懸念を表明し、「全体主義政権を美化する」記念碑と記念事物の撤去を求めた。
決議は欧州人民党グループ、社会民主進歩同盟グループ、リベラル系欧州刷新グループ、欧州保守改革グループによる支援を受けた。決議は欧州連合における反共産主義政治文化の出現の一部と考えられる。ロシアは本決議に強く反応し、ウラジーミル・プーチン大統領は決議について「全く受け入れられない」と述べた。ガーディアン紙は、本決議が「1939年のナチス・ソビエト不可侵条約を復活させようと（2019年の）早い時期にロシア外務省が協調して努力した後に来た」と述べた。2020年、ブルガリア、チェコ、エストニア、ハンガリー、ラトビア、リトアニア、ポーランド、ルーマニア、スロバキア、アメリカ合衆国の外相らはプーチンの歴史改竄を糾弾した。